# Ophidiaster ludwigi
Ophidiaster ludwigi är en sjöstjärneart som beskrevs av deLoriol 1900. Ophidiaster ludwigi ingår i släktet Ophidiaster och familjen Ophidiasteridae. Inga underarter finns listade i Catalogue of Life.